# Данилково (близ деревни Лизуново, Каринское сельское поселение)
Данилково — деревня в Александровском районе Владимирской области России, входит в состав Каринского сельского поселения. 

## География
Деревня расположена в 5 км на северо-восток от деревни Лизуново, в 10 км на юго-запад от центра поселения села Большое Каринское и в 14 км на юго-запад от города Александрова. 

## История
В XIX — начале XX века деревня входила в состав Махринской волости Александровского уезда, с 1926 года — в составе Карабановской волости. На карте Александровского уезда деревня обозначена как Данилково-Барское, в списке населённых мест Владимирской губернии 1905 года имелось две деревни: Данилково I и II. В 1859 году в деревне числилось 37 дворов, в 1905 году — 58 дворов, в 1926 году — 64 двора.
С 1929 года деревня являлась центром Данилковского сельсовета Александровского района, с 1941 года — в составе Ново-Воскресенского сельсовета Струнинского района, с 1959 года — в составе Лизуновского сельсовета, с 1965 года — в составе Александровского района, с 2005 года — в составе Каринского сельского поселения.

## Население
| 1859 | 1905 | 1926 | 2002 | 2010 | 2021 |
| ---- | ---- | ---- | ---- | ---- | ---- |
| 249  | ↗325 | ↘276 | ↘4   | ↘0   | ↗8   |